# World Series of Snooker
World Series of Snooker är en serie snookerturneringar som inte ingår i Biljard- och Snookerförbundets proffstour, men som samlar en del av världens högst rankade spelare. Touren spelades för första gången sommaren och hösten (2008) och bestod detta år av fyra turneringar, som spelades på fyra olika ställen: Jersey, Berlin, Warszawa och Moskva, med finalspel i Algarve i maj 2009 .

## Tourens tillkomst
World Seies of Snooker skapades genom ett samarbete mellan FTSC Sports Management och dess kontrakterade spelare John Higgins, samt TV-bolaget Eurosport, som sänder samtliga turneringar på touren. Proffsdomaren Michaela Tabb knöts också till touren. Higgins själv tyckte att intresset för snooker började dala, och insåg vikten av att sprida sporten till länder där intresset var stort, men där inga stora snookerturneringar spelades. I framtiden är det tänkt att fler än fyra turneringar, eventuellt uppemot tio, skall ingå på touren. Från och med den andra upplagan sponsras World Series av Sportingbet.com. Kontraktet är treårigt.

## Format
I varje turnering på touren deltar åtta spelare, varav fyra är bland de topprankade spelarna i världseliten, och fyra är wildcards, ofta lokala förmågor. De möts i kvartsfinaler (bäst av 7), semifinaler (bäst av 9) och final (bäst av 11). Turneringarna avgörs under två dagar, med kvartsfinaler första dagen, och övriga matcher andra dagen. I tourens sista tävling möts de spelare som gjort bäst ifrån sig i de föregående tävlingarna.

### Prispengar
Vinnaren i den avslutande finaltävlingen får 70 000 euro, ca 700 000 svenska kronor. Förlorande finalist får 30 000 euro.

## Vinnare
| År      | Vinnare      | Motståndare  | Resultat | Säsong  |
| ------- | ------------ | ------------ | -------- | ------- |
| 2008/09 | Shaun Murphy | John Higgins | 6-2      | 2008/09 |
| 2009    |              |              |          | 2009/10 |